# Hildesheim
Hildesheim er en by og hansestad i det centrale Tyskland med 102.325(2023) indbyggere, beliggende i delstaten Niedersachsen. Hildesheim er hovedby i Landkreis Hildesheim og ligger omkring 30 kilometer sydøst for Hannover.

## Historie
Byen ligger hvor den gamle øst-vestlige handelsvej, Hellweg, krydser floden Innerste. Der er fundet rester af en bosættelse og en helligdom fra tiden før frankerne. Karl den store grundlagde 815 Hildesheims stift, og den første domkirke byggedes af biskop Altfrid. Biskop Bernward udbyggede den omkring år 1000 til en massiv kirkeborg, som blev centrum for en voksende borgerlig by. År 1249 fik Hildesheim købstadsrettigheder. Omkring 1300 blev biskoppen tvunget til at opgive magten over byen som så fik egne stadsrettigheder og sit eget segl. År 1367 blev byen medlem i Hanseforbundet. Efter 1542 er flere af kirkerne i Hildesheim lutheranske, men domkirken er forblevet katolsk. År 1807 kom Hildesheim under preussisk overhøjhed, men blev efter Napoleonskrigene en del af Kongedømmet Hannover. Efter 1866 blev byen sammen med Hannover igen en del af Preussen.
Den 22. marts 1945 blev en del af Hildesheims historiske centrum ødelagt under et allieret bombeangreb. Mange historiske bygninger blev dog rekonstrueret i slutningen 1980'erne og op gennem 1990'erne.

## Seværdigheder
Hildesheim har mange seværdigheder:
- Den historiske markedsplads, en af Tysklands ældste og smukkede markeder, med rådhuset (1268, et af Tysklands ældste rådhuse) og bindingsværkshuse. Det berømte Slagternes Gildehus (1527, rekonstrueret 1989) er det mest specielle.
- Domkirken (800-tallet, romansk stil, med 1000-årigt rosentræ) er UNESCO verdensarv siden 1985.
- Den gamle bydel med mange bindingsværkshuse, fx i gaderne Kesslerstraße, Knollenstraße, Gelber Stern, Lappenberg, Am Kehrwieder, Brühl, Hinterer Brühl, Godehardsplatz. I gaden Gelber Stern er Waffenschmiedehuset (1548). Wernerhuset (1616) er ved pladsen Godehardsplatz.
- Kehrwiedertårnet (1200-tallet, 30 m) er en del af den historiske bymur fra middelalderen.
- Michaeliskirken (1001-33), UNESCO verdensarv siden 1985, er en af de flotteste tyske kirker i romansk stil.
- Magdalenahaven er en historisk have (1720-25) i barokstil. Her er også et vinbjerg og en del af den historiske bymur fra middelalderen (1300-tallet).
- Andreaskirken (1300-tallet, gotisk stil) har det højeste kirketårn (114 m) i den tyske delstat Niedersachsen.
- Roemer-Pelizaeus-Museet, med samlinger af gammel egyptisk og peruansk kunst.
- Godehardkirken (1133-72, romansk stil).
- Borg Steuerwald (1310-13) med Marienkapellet. Tårnet er 26 m.
- Mauritiuskirken (1068, romansk stil).
- Borg Marienburg (1346-49). Tårnet er 31 m.
- Lambertikirken (1474-88, gotisk stil).
- Korskirken (Kreuzkirche, 800-tallet, romansk og barokstil).

## Økonomi og infrastruktur

### Infrastruktur
Hildesheim ligger ved motorvejen A7 (E45) og ved rigsvejene B1, B6, B243, B494. Byen har to jernbanestationer og trafikeres af de tyske hurtigtog ICE. Byen har en havn, som er forbundet med Mittellandkanalen. Det er endvidere en mindre flyveplads, som bruges meget i forbindelse med messer i den nærliggende storby Hannover.

### Virksomheder
Den største arbejdsplads i Hildesheim er Bosch-Blaupunkt med over 4.000 ansatte.

### Medier
Dagbladet Hildesheimer Allgemeine Zeitung har eksisteret siden 1705 og anses for at være Tysklands ældste avis, som stadig udkommer. Hildesheim har en lokal nonkommerciel radiostation og en Internet-TV-station.

## Billedgalleri
- Historisk markedsplads:Knochenhauer-Amtshus (1527)
- Andreaskirke (1300-tallet)
- Gade Lappenberg og Kehrwiedertårnet
- Mauritiuskirke (1068)
- Gade Hinterer Brühl og Godehardikirke.
- Wernerhus (1616).
- Magdalenahave og Michaeliskirke
- Historisk Magdalenahave
- Historisk bymur
- Borg Steuerwald (1310-13)
- Borg Marienburg (1346-49)
- Gade Gelber Stern.
- Gade Knollenstraße og Lambertikirke (1474-88)